# Dinastía justánida
Los Justánidas o Jostánidas (en persa: جستانیان‎) eran una dinastía iraní Zaydi Shia que gobernó una parte de Daylam  (distrito montañoso de Guilán) desde 791 hasta finales del siglo XI.

## Historia
Los Justanidas aparecen como reyes de Daylam a finales del siglo VIII. Su centro estaba en el Rudbar de Alamut, que desembocaba en el valle del Shahrood.  Dos siglos más tarde, este se había convertido en el centro principal de los históricos Nizari Ismailis o Hashshashin, como se les conoce en Occidente.  Aparecen en la historia islámica como parte de lo que Vladimir Minorsky ha llamado "el intermezzo iraní". Esto se refiere a un período en el que los indígenas Daylamitas y los "principados kurdos" tomaron el poder en el noroeste de Persia después de dos o tres siglos de dominio árabe. El resurgimiento de los Daylamitas finalmente culminó en la dinastía Buyid.
Después de que Marzuban ibn Justan se convirtiera en Islam en 805, la antigua familia de Justan se conectó con los Zaydi Alids de la región de Daylam. Los Justanidas adoptaron la forma Zaydi Shia. En el siglo X, fueron eclipsados por la dinastía Daylamita de Saláridas en Tarom (moderna provincia iraní de Zanyán).  Sin embargo, los Justanidas estaban ligados por matrimonio con los Salaridas y preservaron su asiento de Rudbar en las tierras altas de Daylam. También se hicieron aliados de los Búyidas. En el siglo XI, es posible que hayan reconocido la soberanía de los Ghaznavidas. Más tarde, reconocieron la soberanía de los Selyúcidas, pero, poco después, se desvanecen de la historia.

## Gobernantes justanidas
- Justan I (791–805)
- Marzuban de Daylam (805–855)
- Justan II (855–856)
- Vahsudan de Daylam (856–865)
- Khurshid de Daylam (865)
- Justan III (865-919)
- Ali de Daylam (919)
- Khusrau Firuz (919)
- Siyahchashm (919–928)
- Justan IV (928–947)
- Manadhar (947–972)
- Khusrau Shah (972–1004)